# Anton Nyström
Anton Kristen Nyström (15. februar 1842 i Göteborg - 17. juni 1931 i Stockholm) var en svensk læge, forelæser og forfatter samt grundlægger af Stockholms arbetarinstitut i 1880.
Anton Nyström blev student i Uppsala i 1860 og efter studier der samt ved Karolinska institutet fik han en doktorgrad i medicin ved Lunds Universitet i 1868. Nyström var i 1919 den første som på skrift krævede homoseksualitetens lovliggørelse i Sverige. Han udgav mod slutningen af sit liv en del antisemitistiske pamfletter.